# كارل دانيال غيويا
كارل دانيال غيويا (بالإنجليزية: Carl Daniel Gioia)‏ هو لاعب كرة قدم أمريكية أمريكي، ولد في 1985.